# لوسيان فابر
لوسيان فابر (بالفرنسية: Lucien Fabre)‏ هو صناعي ومهندس وكاتب وشاعر فرنسي، ولد في 14 فبراير 1889 في Pampelonne ‏ في فرنسا، وتوفي في 26 نوفمبر 1952 في الدائرة الخامسة عشرة في باريس في فرنسا.